# Bure Mudaytu
Bure Mudaytu est l’un des 29 woredas de la région Afar, en Éthiopie.